# کلاه سه‌گوش
کلاه سه‌گوش (ایتالیایی: Il cappello a tre punte) یک فیلم کمدی ایتالیایی به کارگردانی ماریو کامرینی است که در سال ۱۹۳۵ منتشر شد.

## بازیگران
- ادواردو د فیلیپو
- پپینو د فیلیپو
- لدا گلوریا
- دینا پربلینی
- انریکو ویاریزیو
- آرتورو فالکونی
- چزاره زوپتی
- گورلا گری
- تینا پیکا
- چزاره باربتی
- جوزپه پیه‌روتسی